# 高文彬
高文彬（1921年12月26日—2020年9月7日）是一位中国法学家、翻译家、历史学者。

## 生平
1921年出生于上海，1945年畢業於東吳大學法學院。1946年為了東京審判的需要，身為遠東國際軍事法庭檢察官的向哲浚到上海招募英語翻譯。東吳大學教授、上海知名律師劉世芳便把高文彬推薦給他。負責收集整理日軍侵華證據，並將證詞翻譯成英文。後來，由於法學的基礎，高文彬成為了向哲浚的秘書。
同年，高文彬在已被盟軍封存的日軍檔案中，無意間發現了一篇《東京日日新聞》（今《每日新聞》）對百人斬殺人競賽的報導。並分別交給中國檢察官倪征𣋉，轉寄給當時的南京軍事法庭庭長石美瑜。中方迅即向盟軍總部提出，逮捕向井敏明、野田毅二人。最终向井敏明和野田毅被南京军事法庭判处死刑并在1948年1月28日于南京雨花台刑场被枪决。
1952年在上海軍管會外事處工作的高文彬受被打成「特嫌」的東吳法學院的老師艾国藩牽連被捕，送外地勞動改造27年，1979年平反，後來被上海海運學院（今上海海事大学）聘為教授。1985年9月加入民盟。
2020年9月7日于上海市第一人民医院逝世，享年99岁。葬于上海福寿园。

## 著作
《元照英美法词典》合著，法律出版社，2003年5月，ISBN 9787503642326

## 家庭
第一任妻子在医院工作，因牵连案件判刑劳改后离婚，第二任妻子是名士遗孀，在他美国讲学期间突然病逝。